# Aïn Zaatout
Aïn Zaatout (em árabe: ﻋﻴﻦ زﻋﻄﻮط) é uma cidade e comuna localizada na província de Biskra, Argélia. Segundo o censo de 1998, a população total da cidade era de 3 693 habitantes.